# Catopsilia florella
Catopsilia florella — дневная бабочка из семейства белянок (Pieridae).

## Описание
Размах крыльев 55—65 мм. Окраска крыльев самца жёлтая, самки варьирует от светло-жёлтой, почти белой до насыщенной жёлтой.
Посередине передних крыльев самца небольшое округлое пятно чёрного цвета.

## Ареал
Африка, Канарские острова, Мадагаскар, Цейлон, Индия, Китай, Бирма.

## Местообитания
Местообитания связаны с распространением кормовых растений гусеницы. В горах поднимается на высоты до 500 м над уровнем моря.

## Время лёта
Несколько поколений за год. Лёт круглогодично.

## Гусеница
Гусеницы бледно-зелёного цвета. Кормовые растения: представители рода Кассия (Cassia sp.): Cassia occidentalis, C. floribunda, C. petersiana, C. arachoides, C. odorata, C. corymbosa, C. aschrek.

## Миграции
Белянка Catopsilia florella совершает самые длинные миграции среди африканских бабочек. Каждый год с декабря по февраль африканские популяции бабочки из засушливых областей Сахеля улетают на юг в Заир, с сезона дождей и появлением множества цветов, обеспечивающих бабочек пищей. С наступлением сухого сезона бабочки мигрируют назад в Сахель.